# نيد فور سبيد (لعبة فيديو 2015)
نيد فور سبيد (بالإنجليزية: Need for Speed)‏، هي لعبة فيديو إلكترونية من نوع سباقات ، طورتها شركة غوست غيمز السويدية و تنشرها شركة إلكترونيك آرتس الأمريكية , صدرت في نوفمبر سنة 2015م على نظامي البلاي ستيشن 4 و الإكس بوكس ون ، أما على المايكروسوفت وندوز أصدرت في ربيع 2016م
تتميز اللعبة بوجود أكثر من 70 سيارة من مختلف الصانعين مثل نيسان , تويوتا , شيفروليه , فيراري....إلخ , باللإضافة إلى عدد من التعديلات الواسعة على تلك السيارات لتشمل الشكل و المحرك مثل اجزاء النيد فور سبيد السابقة التي لاقت شهرة واسعة في ذا المجال مثل الاتدرجراوند و كربون .
لاقت اللعبة تقيمات متوسطة من عدد من المواقع العالمية بسبب صعوبة التحكم في سيارات ( في بعض الاحيان ) , سهولة الهروب من الشرطة , وحاجة اللعبة للاتصال الدائم بالنت , عدم القدرة على ايقاف اللعب بسبب الاتصال الدائم بالنت .
يتم تحديث اللعبة بشكل دوري منذ نزولها في الاسواق وذلك بأضافة كوؤس وتحديات جديدة بالإضافة إلى سيارات زعماء جديدة قابلة للعب